# Affaire des colis piégés d'octobre 2018 aux États-Unis
L’Affaire des colis piégés d'octobre 2018 aux États-Unis fait référence à l’interception, entre le 22 octobre 2018 et le 1er novembre 2018, de 16 colis piégés, adressés à des adversaires politiques du président des États-Unis Donald Trump. Bien que l’ensemble de ces paquets contenaient des engins explosifs improvisés, aucun n'a explosé et aucun blessé ne fut à déplorer.
Une enquête diligentée par le FBI pour terrorisme intérieur a conduit à l’arrestation, le 26 octobre 2018, de Cesar Altieri Sayoc Jr., principal suspect dans cette affaire. Il est reconnu coupable le 5 aout 2019 et est condamné à 20 ans de prison.

## Chronologie des événements
Le 22 octobre 2018, vers 15 h 45 à Katonah (état de New York) un colis contenant une bombe tuyau est découvert dans une boite aux lettres au domicile du financier milliardaire américain d'origine hongroise George Soros,,. Ce dernier n'était pas présent au moment de la découverte. Le FBI est alors chargé de l’investigation et des agents du contre-terrorisme sont dépêchés sur les propriétés Soros qui, à cet instant, est encore la seule cible identifiée. Dans un communiqué publié sur Facebook, l'Open Society Foundations, créée par Soros, appelle la classe politique américaine, et indirectement le président américain Donald Trump, à stopper les déclarations haineuses qui attiseraient les accès de violence. 
Deux jours plus tard, dans la matinée du 24 octobre 2018, de nouveaux colis piégés, adressés notamment à Hillary Clinton et Barack Obama sont interceptés à leurs domiciles respectifs. Vers 10 h heure locale, l'alarme incendie du Time-Warner Building de Manhattan, hébergeant les bureaux de la Chaîne de télévision américaine CNN retentit pendant une émission en direct, dédiée à l'affaire des colis piégés. Le bâtiment sera évacué et on apprendra plus tard dans la journée que l'un des paquets, destiné à l'ancien directeur de la CIA John O. Brennan, a été déposé dans les bureaux de la chaîne, bien que ce dernier n'en soit pas un employé. Sur ce colis, le nom de la représentante démocrate Debbie Wasserman Schultz (mal orthographié) est indiqué comme expéditeur. Quelques minutes plus tard, la porte-parole de la Maison-Blanche Sarah Huckabee Sanders déclare, via son compte Twitter, condamner ces « attaques violentes » et confirme que « toutes les actions appropriées seront employées pour protéger quiconque est menacé par ces lâches ». Dans la foulée, le vice-président Mike Pence réagit également sur son compte Twitter, dénonçant un acte « lâche qui n'a pas sa place dans notre pays », condamnation partagée par Ivanka Trump, fille du président Donald Trump et Conseillère du président des États-Unis, affirmant que « l'Amérique vaut mieux que cela ». Donald Trump repartagera le message de son vice-président, affirmant y adhérer pleinement. Un cinquième colis, adressé à l'ancien procureur général de Barack Obama Eric Holder, comporte une erreur d'adresse et est donc renvoyé aux bureaux de Debbie Wasserman Schultz, une nouvelle fois indiquée comme expéditrice. Deux colis visant la représentante Maxine Waters, ouvertement critique de Donald Trump, sont également interceptés ce même jour.

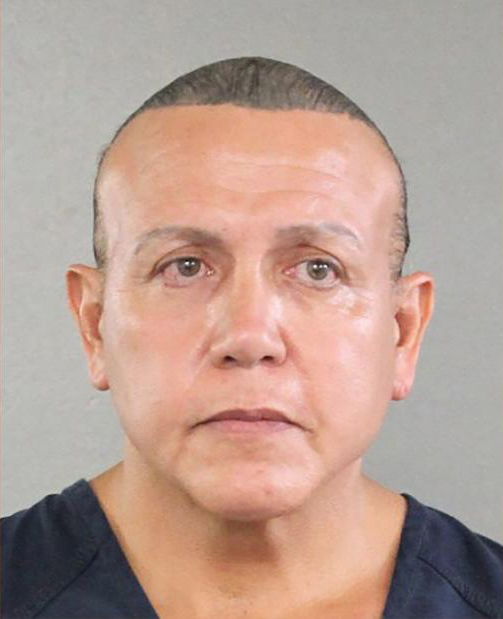
Cesar Sayoc, reconnu coupable et condamné à 20 ans de prison

Le lendemain, le 25 octobre 2018, trois nouveaux paquets sont découverts, l'un visant cette fois l'acteur Robert de Niro et deux destinés à l'ancien vice-président démocrate Joe Biden. Le FBI porte alors son attention sur la Floride, d'où les colis semblent avoir été envoyés. Il s'agit en outre de l'état représenté par Debbie Wasserman Schultz, indirectement visée par les attaques. Des brigades canines sont alors déployées dans différents bureaux de poste de l'état par mesure de précaution.
C'est justement en Floride qu'est intercepté le premier des quatre colis découverts le 26 octobre 2018. Cory Booker, un nouveau membre du parti démocrate et sénateur du New Jersey, Kamala Harris, également sénatrice démocrate, l'ancien directeur du renseignement national James Clapper et le financier Tom Steyer sont les dernières cibles en date. Cependant, l'enquête du FBI progresse rapidement, des empreintes digitales et des traces ADN ayant été retrouvées sur différents colis. Dans la journée, le principal suspect Cesar Altieri Sayoc Jr., 56 ans, est arrêté à Plantation en Floride. Déjà incriminé dans des affaires de drogue et de vol, Sayoc avait été arrêté en 2002 pour avoir menacé d'initier des attaques à la bombe,. Ses réseaux sociaux dévoilent une passion pour Donald Trump et les théories du complot, ainsi qu'une haine des idées progressistes, allant même jusqu'à se définir comme suprémaciste blanc.

## Suites judiciaires
En mars 2019, Cesar Sayoc plaide coupable devant la cour fédérale de Manhattan des 65 chefs d'accusation retenus contre lui et reconnaît l'envoi de 16 colis piégés. Il encourt la prison à perpétuité lors de son procès fixé à septembre 2019. Il affirme en outre devant la cour: « j'ai envoyé ces 16 engins explosifs avec l'intention de menacer et d'intimider », mais affirme cependant ne pas avoir souhaité leur explosion. Le 5 aout 2019, il est condamné à 20 ans de prison.

## Liste des colis
| Colis  | Date                                 | Cible                 | Cible           | Fonction                                   | Lieu d'interception                |
| ------ | ------------------------------------ | --------------------- | --------------- | ------------------------------------------ | ---------------------------------- |
| 1      | 22 octobre 2018                      |                       | George Soros    | Financier                                  | Katonah, Résidence de George Soros |
| 2      | 24 octobre 2018                      |                       | Hillary Clinton | Ancienne secrétaire d'État                 | Chappaqua                          |
| 3      | 24 octobre 2018                      |                       | Barack Obama    | Ancien président des États-Unis            | Washington DC                      |
| 4      | 24 octobre 2018                      |                       | John O. Brennan | Ancien directeur de la CIA                 | New York, adressé à CNN            |
| 5      | 24 octobre 2018                      |                       | Eric Holder     | Ancien procureur général                   | Sunrise                            |
| 6 & 7  | 24 octobre 2018                      |                       | Maxine Waters   | Représentante des États-Unis               | Los Angeles                        |
| 6 & 7  | 24 octobre 2018                      | Washington DC         | Maxine Waters   | Représentante des États-Unis               |                                    |
| 8 & 9  | 25 octobre 2018                      |                       | Joe Biden       | Ancien vice-président des Etats-Unis       | New Castle (Delaware)              |
| 8 & 9  | 25 octobre 2018                      | Wilmington (Delaware) | Joe Biden       | Ancien vice-président des Etats-Unis       |                                    |
| 10     | 25 octobre 2018                      |                       | Robert De Niro  | Acteur                                     | New York                           |
| 11     | 26 octobre 2018                      |                       | James Clapper   | Ancien directeur du renseignement national | New York, adressé à CNN            |
| 12     | 26 octobre 2018                      |                       | Cory Booker     | Sénateur                                   | Opa-locka                          |
| 13     | 26 octobre 2018                      |                       | Kamala Harris   | Sénatrice                                  | Sacramento                         |
| 14 &15 | 26 octobre 2018 et 1er novembre 2018 |                       | Tom Steyer      | Financier                                  | Burlingame (Californie)            |
| 16     | 29 octobre 2018                      |                       | CNN             | Chaîne de télévision                       | Atlanta                            |